# Pageragung
Pageragung is een bestuurslaag in het regentschap Serang van de provincie Banten, Indonesië. Pageragung telt 8161 inwoners (volkstelling 2010).